# Commerveil
Commerveil é uma comuna francesa na região administrativa do País do Loire, no departamento de Sarthe. Estende-se por uma área de 5.64 km². Em 2010 a comuna tinha 141 habitantes (densidade: 25 hab./km²).